# Rokjesdag (film)
Rokjesdag is een Nederlandse romantische komedie uit 2016 onder regie van Johan Nijenhuis. Er gingen ruim 400.000 bezoekers naar de film. 

## Verhaal
Beste vriendinnen Marijke en Danielle gaan tijdens een kookworkshop voor singles, samen met twaalf andere cursisten, op zoek naar de ware liefde. De avond gaat van start met geflirt, wat uiteindelijk tot ruzie leidt tussen Marijke en Danielle wanneer ze in dezelfde man geïnteresseerd blijken te zijn. Op het einde van de avond zal echter blijken dat ware liefde voor iedereen kan bestaan, zelfs voor een rokkenjager als Rens.

## Rolverdeling
| Acteur            | Personage                           |
| ----------------- | ----------------------------------- |
| Carly Wijs        | Sandra, organisator van Love Bites  |
| Loek Peters       | Bor, echtgenoot van Sandra          |
| Melissa Drost     | Paulien, minnares van Bor           |
| Lieke van Lexmond | Marijke, succesvol advocate         |
| Birgit Schuurman  | Daniëlle, pole-fitnessinstructrice  |
| David Lucieer     | Trevor, analytische workaholic      |
| Toprak Yalçiner   | Iris, recent verloofd               |
| Jim Bakkum        | Jeffrey                             |
| Manuel Broekman   | Rens, casual dater                  |
| Barbara Sloesen   | Mika                                |
| Anne-Marie Jung   | Chantal, buschauffeuse              |
| Martijn Fischer   | Edwin, dierenverzorger in Wildlands |
| Ferdi Stofmeel    | Ferry, datingcoach                  |
| Stijn Fransen     | Stephanie, hondenliefhebster        |
| Hassan Slaby      | Farid, pizzakoerier                 |